# Abbottabad
Abbottabad (ایبٹ آباد) és una ciutat del Pakistan, capital del districte d'Abbottabad i del tehsil (subdivisió) d'Abbottabad. Està sitiuada a 50 km al nord-est d'Islamabad i 150 km a l'est de Peshawar, i a 1250 metres sobre el nivell del mar, a la plana de Rash o Orash. La població el 1901 era de 7764, el 1991 de 66.000 (estimada) i el 1998 de 120.988 habitants.
Va prendre el seu nom del major James Abbot, primer comissionat del districte d'Hazara (1847-1853), que la va establir el 1853 com a seu administrativa i militar (la capital anterior del districte era Haripur).
Sota domini britànic fou seu del Gurkha Battalion, d'un regiment nadiu de la Punjab Frontier Force, i una bateria nativa de l'artilleria de muntanya, a més de seu de l'estat major de la Frontier Force.
El 2 de maig de 2011 Ossama bin Laden va morir en aquesta ciutat a mans d'un escamot americà.